# Christoph Wilhelm Zuckermandel
Christoph Wilhelm Zuckermandel (Nurembergue, 17 de novembro de 1767 – Nurembergue, 6 de dezembro de 1839) foi um alfaiate e matemático alemão.

## Formação e carreira
Zuckermandel ficou órfão cedo. Teve formação de alfaiate e trabalhou como aprendiz de alfaiate em Berlim. Ele voltou para sua cidade natal, Nurembergue, onde se tornou mestre.
Envolveu-se com a matemática para se divertir. Em 1809 fez um exame e depois tornou-se professor particular de matemática. Ele teve tanto sucesso como matemático que, alguns anos depois, a cidade de Nurembergue o nomeou seu mestre oficial de verificação.

## Obras
- Anweisung zur Bildung sogenannter Zauberquadrate (1838), Digitalisat
- Aufgaben zu geometrischen Berechnungen (1827)
- Gedichte eines Unstudirten (1802), Digitalisat
- Handbuch der Geometrie (1830)
- Versuche in Nürnberger Mundart, 1821, Digitalisat
- Der überwiesene zweifache Raubmörder im Gefängniß-Unschuldig und Schuldig, 1821, Digitalisat